# Стоядла
Стоядла (пол. Stojadła) — село в Польщі, у гміні Мінськ-Мазовецький Мінського повіту Мазовецького воєводства.
Населення — 1059 осіб (2011).
У 1975-1998 роках село належало до Седлецького воєводства.

## Демографія
Демографічна структура станом на 31 березня 2011 року:
|          | Загалом | Допрацездатний вік | Працездатний вік | Постпрацездатний вік |
| -------- | ------- | ------------------ | ---------------- | -------------------- |
| Чоловіки | 485     | 96                 | 344              | 45                   |
| Жінки    | 574     | 111                | 344              | 119                  |
| Разом    | 1059    | 207                | 688              | 164                  |